# 디미트로프 헌법
디미트로프 헌법(Dimitrov Constitution)은 1947년 제정되어 1971년 개정된 불가리아의 헌법이다. 게오르기 디미트로프는 1936년 소비에트 연방 헌법을 모델로 해 1947년 헌법을 제정하였다. 헌법은 법 앞에서의 평등, 차별로부터의 자유, 보편적 복지, 언론과 집회의 자유를 보장하고, 공익을 침해하지 않는 정도의 사적 소유도 허용한다.